# Penzjina
Penzjina (russisk: Пенжина) er en flod i Kamtjatka kraj i Rusland som munder ud i Penzjinskajabugten. Floden er 713 kilometer lang og har et afvandingsareal på 73.500 km². Floden har en middelvandføring på 680 m³/s. 
Floden udspringer fra Kolymabjergene og munder ud i Penzjinskajabugten ved det Okhotske Hav. Der er for øvrigt stor forskel på tidevandet i dette havområde og tidevandsbølgerne slår langt opover floden. Penzjina fryser til i november og bliver isfri igen i maj eller tidlig juni måned.
62°28′21″N 165°08′12″Ø / 62.472549°N 165.136642°Ø